# He-Man and the Masters of the Universe (serie de televisión de 2002)
He-Man and The Masters of The Universe (He-Man y los Amos del Universo en Hispanoamérica y Maestros del Universo en España) es una serie animada de televisión, desarrollada por Michael Halperin, el creador de la serie original de 1983, esta nueva serie fue animada por Mike Young Productions. Sirvió como una actualización de la serie clásica He-Man and the Masters of the Universe lanzada en los 80's por Filmation, producida para coincidir con el resurgimiento de la franquicia de Mattel once años después de su anterior versión. Se emitió en el bloque Toonami de Cartoon Network desde el 16 de agosto de 2002 hasta el 10 de enero de 2004.
A diferencia de la serie anterior de He-Man producida en 1990 que estaba establecida en el planeta futurista de Primus, esta versión trata de volver a las raíces de la historia y ofrecer una mayor exploración que nunca se había hecho aún en la primera serie de los 80’s, mostrando incluso los orígenes de cada personaje e introduciendo personajes como Stinkor y los Hombres Serpiente, los cuales también eran parte de la formación clásica pero fueron adaptados a la animación por primera vez en esta serie ya que hasta ese momento solo habían salido en cómics y líneas de juguetes. Además la serie trajo varios escritores de la serie original, como Larry DiTillio.
Este remake se ha destacado por las similitudes que comparte con la primera serie animada; por ejemplo, la introducción es un homenaje a la presentación de inicio de la serie de 1980 pero en esta versión, el príncipe Adam es interrumpido mientras se presenta por una explosión y la invasión de Skeletor y sus secuaces. El príncipe Adam se transforma en He-Man cuando dice: «Por el poder de Grayskull. ¡Yo tengo el poder!» (episodios posteriores muestran un coro cantando el nombre de He-Man durante el cambio de escena). También presenta secuencias de "cambio de escena", pero solo las que implicaban a la Espada del Poder fueron tomadas de la serie de Filmation, todas las demás fueron creadas para esta serie y ocurren con menos frecuencia que en la serie anterior.

## Historia

### Primera Temporada
Eternia ha visto el final de la tiranía y el mal. Su comunidad vive en la paz, la tranquilidad de saber que sus mayores amenazas son atrapados detrás de la gran barrera en la zona desértica cerca de montaña de la serpiente. Pero poco sospechan que el mal despierte de nuevo en Eternia, Skeletor]ha roto la barrera, al fin, y las esperanzas de difundir su veneno una vez más, a partir de la captura del rey Randor. Su liberación se detecta en el Castillo Grayskull por La Reyna Hechicera y Protectora del Castillo Grayskull Sorceress quien protege a Eternia de las amenazas diabólicas de Skeletor, esta le informa a Man-At arms, el capitán de los guardias dentro del Reino de Randor y un aliado y amigo digno de confianza, que ha llegado el momento por el destino que debe cumplir.
El Príncipe Adam, es un joven de apenas 16 años, el heredero mimado y consentido, casi sin preocupaciones a futuro el trono de su padre Randor, quien entrena a diario por Teela, su mejor amiga. Adam es abordado por el padre de Teela, Man-A-Arms, quien lo lleva a Adam al Castillo de Grayskull. No, Adam aprende de la bruja de un mal acercamiento y su papel en la defensa del reino como el guerrero He-Man. Adán, por supuesto, rechaza de inmediato la responsabilidad y vuelve al palacio, donde se encuentra con que las fuerzas de Skeletor ha capturado su fatherdestiny que se cumplan.
Adam es alertado por Sorceress de un mal acercamiento y su papel en la defensa del reino como el guerrero He-Man. Adam rechaza de inmediato la responsabilidad y vuelve al palacio, donde se encuentra con que las fuerzas de Skeletor capturando a su padre.
Adam, Man-At-Arms y Teela persiguen a los secuaces de Skeletor]quienes logran capturar a Randor llegando a los bosques, en donde son emboscados. Adam está cubierto por el Man-At-arms en su regreso a Grayskull, en compañía de Cringer su mascota tigre, y su pequeño amigo el mago Orko. Su vuelo a través del bosque enfurece a Teela, que sólo ve un cobarde al abandonar la escena de la batalla. Adam acepta su destino, y se concede la Espada de Poder, que él utiliza para convertirse en He-Man. Cringer se convierte en un superfelino llamado Battle-Cat y ambos se dirigen hacia la escena de la batalla y rescata a su padre de Skeletor y sus secuaces diabólicos.
En el transcurso de la primera temporada, Randor los ejércitos de defensa se expanden, Los Guerreros Heroicos se incrementan aparecen Sy-Klone, Moss man y Roboto algunos convencidos de luchar a través de encuentros con He-Man y las fuerzas demoniacas de Skeletor también se incrementan como Webstor, Marzo, Two-Bad, Kobra Kahn y Stinkor. Sorceress se revela como la madre de Teela. Que el destino final de Teela como la sucesora del manto de Sorceress se manifiesta en pequeñas dosis, física y mentalmente, a menudo causando su dolor o desconcierto general en lo que estas habilidades son y lo que significan para el futuro. Skeletor se da cuenta del poder de Grayskull, cuando lo ataca, lo que llevó a pasar gran parte de la temporada tratando de entrar en él. Las sugerencias se hicieron sobre la suerte de mentor de Skeletor, Hordak y los futuros adversarios principales de la segunda temporada, Los hombres serpiente Kobra Kahn es un miembro de los Hombres serpiente y este traiciona a Skeletor y luego más adelante forma parte de los Hombres Serpiente.
Al igual que la serie original, la venta de juguetes fue un objetivo clave de esta serie, y He-Man y Skeletor se ponían las variaciones de sus trajes o los totalmente diferente cada vez que fueron brevemente "empoderada" con una antigua reliquia o las nuevas tecnologías. La primera temporada termina con un cliffhanger en el que Skeletor une a varios de los otros adversarios luchado por los amigos de He-man en un gran consejo del mal. Que captura la mayor parte de sus compañeros, obligando a He-Man y Teela para entrar en montaña de la serpiente. Adam, se separa de su espada, y pronto se vio obligado a proteger el Castillo Grayskull de Skeletor.

### Segunda temporada
Tras la resolución de la temporada un cliffhanger (Orko logra devolver la espada a Adam y sus amigos son rescatados por Moss man), los hombres serpiente, (que fueron incluidos en el toyline original, pero la mayoría de ellos nunca hicieron su aparición animada en la versión original), tomó el centro del escenario como los principales adversarios, habiendo sido insinuado en la primera temporada como estar atrapado debajo de la montaña de la serpiente (el lugar que su antiguo bastión, de ahí el nombre y la razón de su existencia) dentro de un vacío. Son finalmente liberados tras una alianza que adquirió Evil-Lyn con Kobra Kahn debido a que esta fue traicionada por Skeletor al adquirir nuevos secuaces. Adam aumenta su poder por Sorceress, y encuentra a su He-Man con una armadura completamente diferente después de la transformación, diseñado para luchar contra los hombres serpiente, liderados por el Rey Hiss. Skeletor tenía un protagonismo más secundario.
Esta temporada fue más corta que la primera, y como resultado, más en serie, con ciertos episodios siguientes a unos de otros. Personajes se han desarrollado fuertemente, y presentando de nuevo viejos personajes, incluyendo Fisto, que es hermano de Man-At-arms y un soldado caído en desgracia de la corte que se ausentó sin permiso durante la última gran guerra. El tercer episodio de esta temporada "Saliendo del Pasado", también cuenta la historia de Sorceress años atrás siendo una adolescente, cuidando a un soldado herido de amnesia posterior a la salud y se enamoró de él. El soldado dejó misteriosamente antes de que ella dio a luz, y por lo tanto, su identidad sigue siendo un misterio. El origen secreto del Evil Lyn, Skeletor, y la fuente del poder del Castillo de Grayskull en sí mismo, se dieron a conocer también otro concepto de Hordak quien en la serie animada de She-ra era muy torpe y cobarde pero a la vez lo ponían muy fuerte y dedicado más a la ciencia, este Hordak que se ha dado de conocer tiene más hechicería que ciencia y es un adversario sumamente poderoso que ni el mismo Grayskull (El Antepasado de He-Man) no pudo derrotarlo si no tuvo que encerrarlo en otra dimensión se dio a conocer que Hordak en su invasión a Eternia iba a capturar supuestamente a Adora quien más adelante sería She-ra incluso ella misma iba a salir después de derrotar al Rey Hiss, Hordak iba a ser el siguiente Antagonista principal pero por razones desconocidas, lamentablemente para muchos fanes la serie se canceló hasta el episodio 39.

### Cómic y la Posible Continuación
Después de cancelar la serie se rumoreó en el 2009 de una posible secuela, pero al parecer la historia continuaría en cómics por la MV Creations. El tono y la madurez del cómic sería un poco diferente de los dibujos animados, hasta ahora están dando una apelación a la Encuesta Demográfica para las mayores compras del cómic. Incluso cuando sacaron la línea de juguetes de la nueva versión de He-Man incluyeron 2 personajes que no aparecieron en esta nueva versión Snout Spout aquel compañero suyo con casco en forma de elefante y Faker El robot impostor de He-Man creado por Skeletor.

## Episodios

### Primera Temporada
- El Principio Parte I.
- El Principio Parte II.
- El Principio Parte III.
- El Valor de Adam.
- Guerra en el Cielo.
- En la Boca de la Bestia.
- Lecciones.
- El canto de la sirena.
- Lazos de unión.
- Los hijos del dragón.
- Cambio de Bando.
- La Tristeza de Mekaneck.
- Las Bestias de las Sombras.
- El reino de Subternia.
- El monstruo interior.
- El Secreto de Anwat Gar.
- La Jugada De Roboto.
- Confianza.
- El jardín de Orko.
- El orgullo de Buzz-Off.
- El Foso de los Reptiles.
- La isla.
- El dulce olor de la victoria.
- Separación.
- La Asamblea del mal Parte I.
- La Asamblea del mal Parte II.

### Segunda Temporada
- La Última Resistencia.
- Caminar con los Dragones.
- Saliendo del Pasado.
- El Ataque de los Hombres Serpientes Parte I.
- El Ataque de los Hombres Serpientes Parte II.
- El Precio del Engaño.
- Máquinas y Humanos.
- Segunda Piel.
- El Poder de Grayskull.
- Red Maligna.
- El Movimiento de la Serpiente.
- Historia.
- El Despertar de la Serpiente.

## Voces
- Cam Clarke - Príncipe Adam/He-Man, Rey Grayskull
- Kathleen Barr - Evil-Lyn
- Lisa Ann Beley - Teela
- Gary Chalk - Duncan/Man-At-Arms, Whiplash
- Brian Dobson - Skeletor/Keldor, Buzz-Off, Webstor, King Hiss, Sssqueeze, Ceratus
- Paul Dobson - Man-E-Faces, Snake Face, Trap-Jaw, Tri-Klops, Lord Carnivus
- Michael Donovan - King Randor, Count Marzo, Roboto, Tung Lashor
- Gabe Khouth - Mekaneck, Orko
- Scott McNeil - Beast Man, Clawful, Mer-Man, Ram-Man, Stratos, Kobra Khan
- Nicole Oliver - Reyna Marlena, Sorceress
- Mark Acheson - Fisto, Chadzar
- Don Brown - Evilseed
- Brian Drummond - Odiphus/Stinkor, Tuvar (Two de Two-Bad), Belzar
- Mark Gibbon - Baddhra (Badd de Two-Bad)
- Christopher Judge - Zodak
- Campbell Lane - Kulatuk Priest
- Colin Murdock - Hordak
- Richard Newman - Rattlor, Lord Dactys, Azdar
- John Payne II - Sy-Klone, Moss Man